# Wanderungen durch die Mark Brandenburg

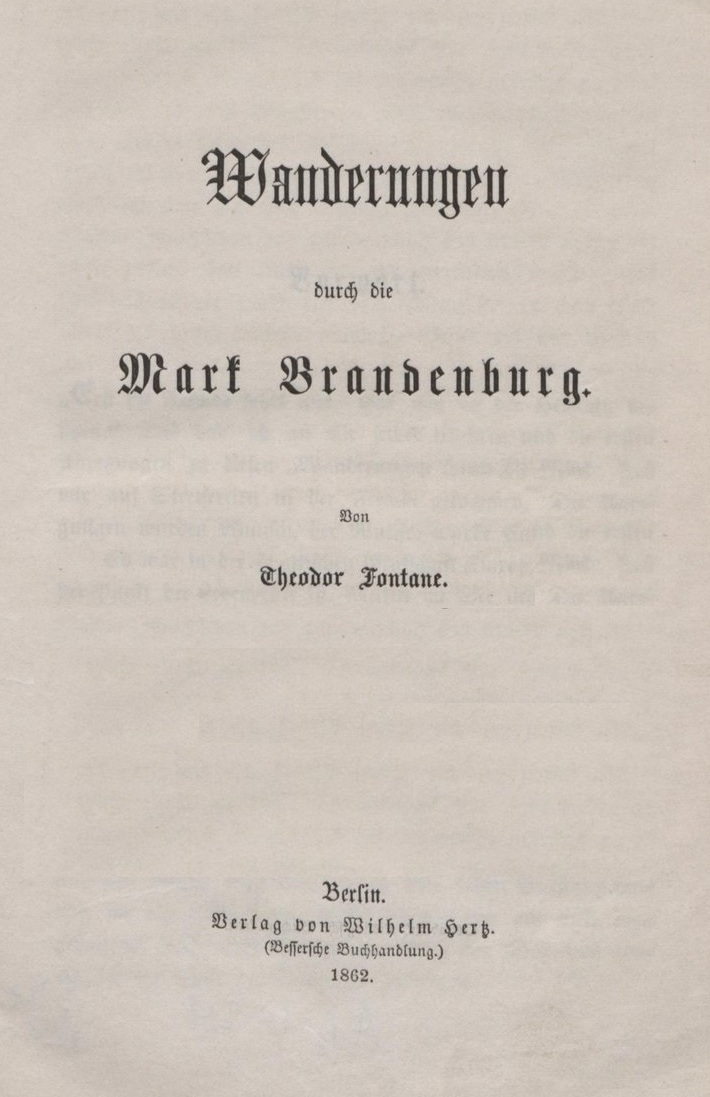
Wanderungen durch die Mark Brandenburg, Titelseite des ersten Bandes, Berlin 1862

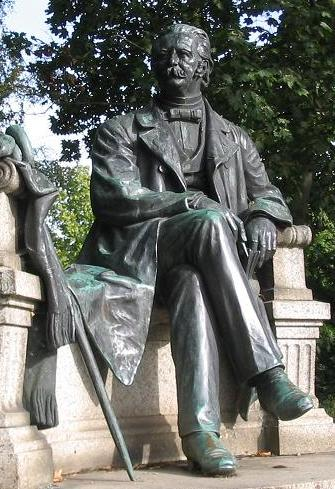
Fontane-Denkmal in Neuruppin, errichtet 1907

Das fünfbändige Werk Wanderungen durch die Mark Brandenburg ist das umfangreichste des deutschen Schriftstellers Theodor Fontane (* 30. Dezember 1819 in Neuruppin; † 20. September 1898 in Berlin). Er beschreibt darin Schlösser, Klöster, Orte und Landschaften der Mark Brandenburg, ihre Bewohner und ihre Geschichte. Zwischen 1862 und 1889 erschienen, ist das Werk Ausdruck eines gewachsenen preußischen Nationalbewusstseins und der Romantik. Die Eindrücke und historischen Erkenntnisse, die Fontane während der Arbeit an den Wanderungen gewann, bildeten die Grundlage für seine späteren großen Romane wie Effi Briest oder Der Stechlin.

## Geschichte der „Wanderungen“

### Idee zu den „Wanderungen“
Die Idee zu den Wanderungen kam Fontane, wie er im Vorwort zum ersten und im Schlusswort zum vierten Band erzählt, während seiner in Jenseit des Tweed literarisch verarbeiteten Schottland-Reise im Sommer 1858. Der Anblick der alten schottischen Burg Loch Leven Castle auf einer Insel im Loch Leven rief ein wehmütiges Bild vom Schloss Rheinsberg mit der Empfindung hervor, die Rheinsberg-Tour in der „Heimat“ sei nicht „minder schön“ als die schottische gewesen. „Je nun, so viel hat Mark Brandenburg auch. Geh’ hin und zeig’ es.“ Der „aus Liebe und Anhänglichkeit an die Heimat geboren[e]“ Entschluss, die Kostbarkeiten der Landschaft und Kultur in Zukunft zu Hause statt im Ausland zu suchen, ließ ihn zwischen 1859 und 1889 dreißig Jahre lang die Mark Brandenburg durchwandern.

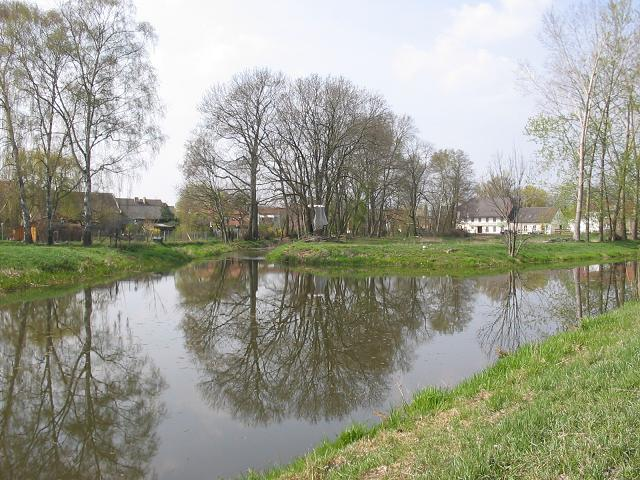
Nuthe bei Saarmund

„Ich bin die Mark durchzogen und habe sie reicher gefunden, als ich zu hoffen gewagt hatte. Jeder Fußbreit Erde belebte sich und gab Gestalten heraus […] wohin das Auge fiel, alles trug den breiten historischen Stempel.“ Quellen des gefundenen „Reichtums“ waren für Fontane Beobachtungen und Erlebnisse sowie Gespräche mit Angehörigen aller Schichten auf seinen Wanderungen. Er vertiefte sich darüber hinaus in Briefliteratur, Memoiren, Monografien, Sagen, Legenden sowie Romane und trieb gründliche Studien zur Geschichte. Er sichtete Familienarchive, und um das älteste Kirchenbuch der Mark einzusehen, reiste er mehrfach in das Dorf Gröben. Seine Quellen hat er in der Regel als Anmerkungen angegeben.

### Bögen um Potsdam und Berlin
Bei allem historischen Realismus und Quellenstudium hatte die Arbeitsweise Fontanes auch ein chaotisch-lustbetontes Element („am liebsten ohne vorgeschriebene Marschroute, ganz nach Lust und Laune“). Im Zusammenhang mit dieser Arbeitsweise werden die Bögen, die Fontane wegen seiner Vorliebe für die „kleinen Dinge“ um das „große“ Potsdam und das „große“ Berlin schlug, nachvollziehbar. Zum einen ließ sich in den beiden großen Städten schlecht wandern, zum anderen kam ihm die Quellenarbeit, die er hier hätte leisten müssen, uferlos vor. Die beschriebenen Dörfer, Kleinstädte, Klöster, Adelsfamilien, Rittergeschlechter oder Landschaften waren überschaubar, die historische Quellenarbeit jeweils begrenzt und in einem gegebenen Zeitrahmen abschließbar. Mit dieser Auswahl konnte er beides ein Stück weit, wie vorgesehen, nach Lust und Laune verbinden – das Wandern und die Schreib- und Quellenarbeit. Bereits ohne die ausführliche Aufnahme der Städte Potsdam und Berlin (die er lediglich mit einigen damals selbständigen, heute eingegliederten Dörfern beschreibt) hatte Fontane eine derartige Menge an Material und Literatur, an Zetteln und Notizen zusammengetragen, dass er vorübergehend plante, die Wanderungen in insgesamt 20 Bänden herauszubringen.

### Fontanes Notizbücher
Fontane hielt seine Eindrücke schriftlich und als Zeichnungen in Notizbüchern fest. Eine digitale Edition von Theodor Fontanes Notizbüchern, von denen 21 für die Wanderungen verwendet wurden, wird seit 2015 erstellt und veröffentlicht.

## Bände

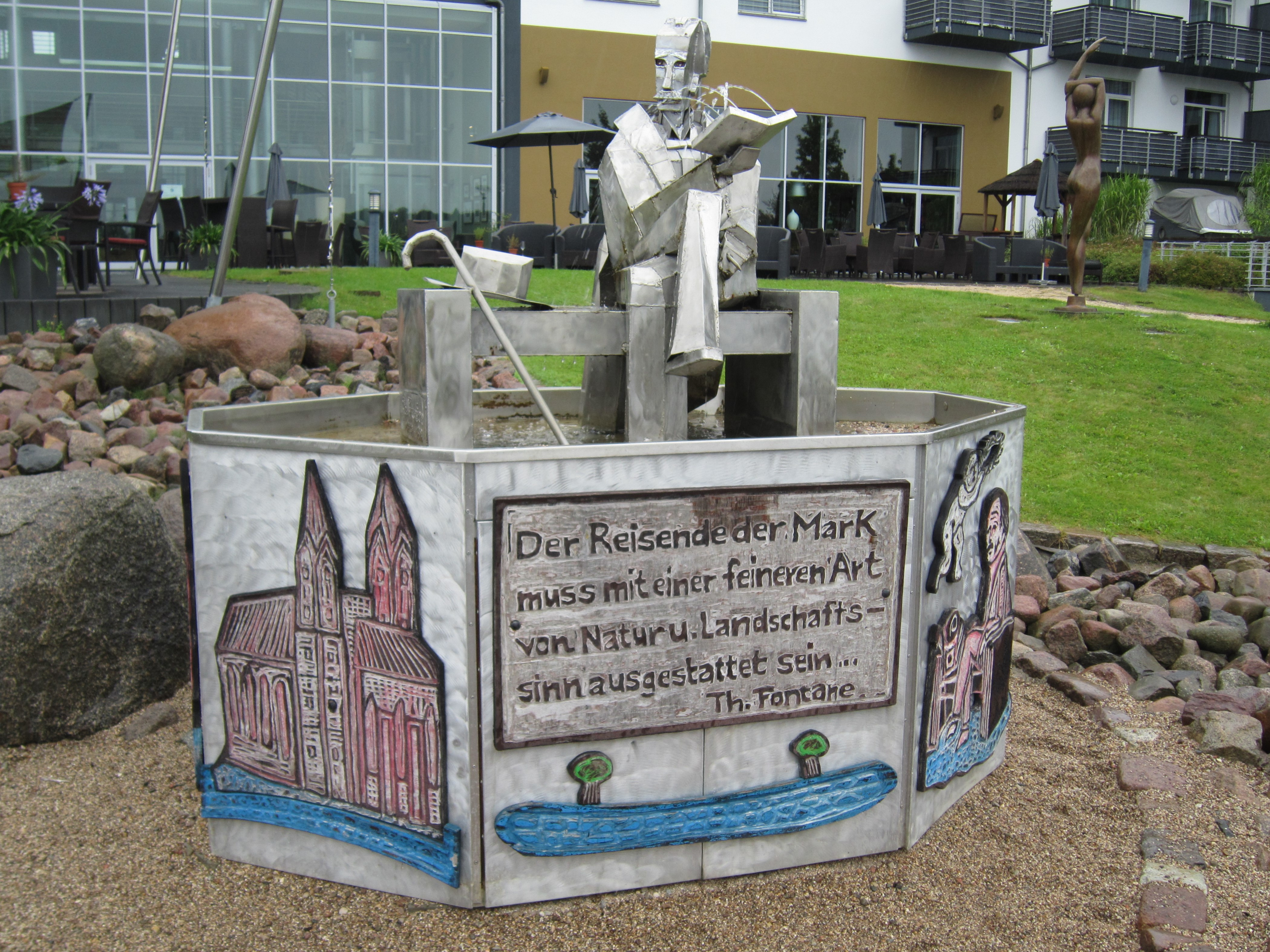
Brunnenskulptur „Fontane“ (Urfassung 2007) von Matthias Zágon Hohl-Stein beim Seehotel „Fontane“ in Neuruppin mit einem Zitat aus Fontanes „Wanderungen“

### Titelübersicht
1. 1862: Die Grafschaft Ruppin. (Folgeauflagen zu Lebzeiten Fontanes: 1865, 1875, 1883, 1892, 1896)
2. 1863: Das Oderland. (1868, 1880, 1889, 1892)
3. 1873: Havelland. (1880, 1889, 1892)
4. 1882: Spreeland. (1886, 1892)
5. 1889: Fünf Schlösser. (Eher „Fünf Herrensitze“, laut Fontanes Vorwort)

### Vorabdrucke, Ausgaben

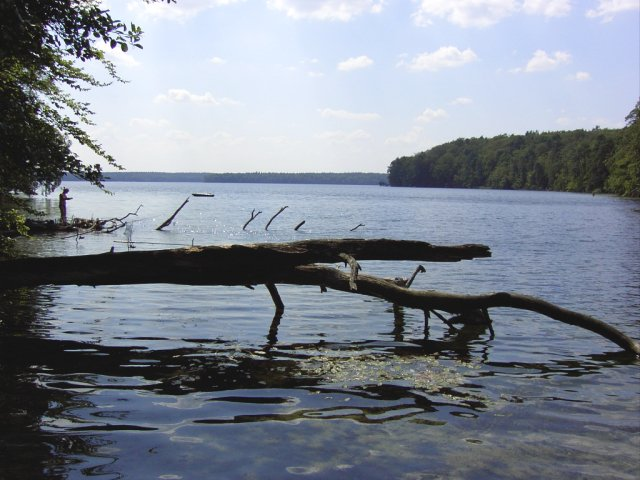
Der Stechlinsee im „Ruppinschen“
Wie still er daliegt …

Die erste märkische Wanderung unternahm Fontane in der Zeit vom 18. bis 23. Juli 1859 ins Ruppinsche. Im September desselben Jahres erschien der erste Aufsatz In den Spreewald. Im Oktober 1859 begann in der Neuen Preußischen (Kreuz-)Zeitung unter dem Titel Märkische Bilder eine sechsteilige Aufsatzfolge. Im Morgenblatt für gebildete Leser erschienen zwischen 1860 und 1864 Fortsetzungen unter dem Titel Bilder und Geschichten aus der Mark Brandenburg. Im Oktober 1860 beschloss Fontane, bisherige Aufsätze in einem Band zusammenzufassen, der erste Band der Wanderungen, Die Grafschaft Ruppin, entstand und erschien im November 1861, vordatiert auf 1862, im Berliner Verlag Wilhelm Hertz.
Auch die Bände Havelland, der in der Erstauflage noch „Osthavelland“ hieß, und Spreeland erschienen nicht wie angegeben 1873 und 1882, sondern jeweils am Ende der Vorjahre. Die spätere Gesamtausgabe der ersten vier Bände von 1892 mit der endgültigen Fassung trug auf ihrem Titelblatt die Bezeichnung: Wohlfeile Ausgabe. Für diese „Volksausgabe“ nahm Fontane sowohl Streichungen als auch Ergänzungen vor; damals gestrichene Kapitel sind zum Teil in den heutigen Gesamtausgaben im Anhang wiedergegeben. Aufsätze, die Fontane nicht in den Büchern verarbeitet hat, sowie Entwürfe, Pläne und Fassungen aus dem Nachlass sind in einer achtbändigen Ausgabe der Wanderungen (1997) enthalten, die innerhalb der Großen Brandenburger Ausgabe zu Fontane erschienen ist. Die Titel der zusätzlichen drei Bände lauten:
- Dörfer und Flecken im Lande Ruppin.
- Das Ländchen Friesack und die Bredows.
- Personenregister, Geografisches Register.

### Kurzinhalte
Neben der Beschreibung von Landschaften und Orten sowie der Wiedergabe von Geschichte, Legenden und Sagen widmet Fontane ausführliche Abschnitte dem märkischen Landadel, bedeutenden Familien und Rittergeschlechtern – in vielen Passagen besteht die „Geschichte“ aus „Familiengeschichte“. Die folgende Übersicht führt einige der wichtigsten Familien jeweils am Ende der Kapitel in Klammern an.

#### „Die Grafschaft Ruppin“, 1862

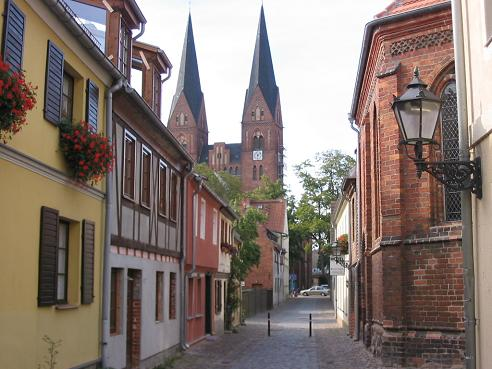
Neuruppin, Siechengasse mit Siechenhauskapelle und Klosterkirche St. Trinitatis

Der Titel bezieht sich auf den auch als Grafschaft bezeichneten Kreis Ruppin. Fontane beginnt die Wanderungen mit einer ausführlichen Darstellung seiner im Kern bis heute erhaltenen, rund 50 Kilometer nordwestlich von Berlin gelegenen Heimatstadt Neuruppin und ihrer Geschichte. In ihr wurde, 38 Jahre vor Fontane, auch der Architekt Karl Friedrich Schinkel (1781–1841) geboren. Seit 1688 war Neuruppin eine der ersten Garnisonsstädte Brandenburgs; zwei Regimenter finden eine eingehende Beschreibung. Spaziergänge führen zum Ruppiner See und erste Streifzüge unternimmt der Wanderer in die nähere Umgebung, die Ruppiner Schweiz im heutigen Naturpark Stechlin-Ruppiner Land mit einem der klarsten Seen Norddeutschlands, dem Stechlinsee. Das nördlich gelegene Rheinsberg mit Schloss und See erhält eine literarische Würdigung und historische Aufarbeitung. Ausflüge in die Flusslandschaften an Rhin und Dosse und die Seenlandschaften bei Lindow und Gransee folgen. Die nächsten Wege führen den Schriftsteller in weitere Dörfer auf dem Plateau der Ruppiner Platte wie Ganzer und Kränzlin oder auch Gottberg, wo er zum ersten Mal Einsicht in Kirchenbücher nimmt. Besonderes Interesse hat Fontane an den Aufzeichnungen zur systematisch betriebene[n] Verwüstung des Ruppinschen Landes während des Dreißigjährigen Kriegs (1618–1648, Familien: Schinkel, Gentz, von Quast, Gadow, von Jürgaß).

#### „Das Oderland“, 1863
Neben Oder und Oderbruch stehen im Mittelpunkt des zweiten Bandes östliche Teile des Barnim und das Lebuser Land. Ausführlich beschreibt Fontane die Anstrengungen, das Oderbruch trockenzulegen und nutzbar zu machen. Vom Ruinenberg in Freienwalde bot sich folgender Blick auf die Oderlandschaft: „Wie ein Bottich liegt diese da, durchströmt von drei Wasserarmen: der faulen, alten und neuen Oder, und eingedämmt von Bergen hüben und drüben […]. Meilenweit nur Wiesen, keine Fruchtfelder, keine Dörfer, nichts als Heuschober dicht und zahllos, […] nur grüne Fläche; dazwischen einige Kropfweiden; mal auch ein Kahn, der über diesen oder jenen Arm der Oder hingleitet, dann und wann ein mit Heu beladenes Fuhrwerk oder ein Ziegeldach, dessen helles Rot wie ein Lichtpunkt auf dem Bilde steht.“
Fontanes Perle der Märkischen Schweiz, das Städtchen Buckow und die Hügel und Seen dieser „Schweiz“, wie der von ihm geliebte Schermützelsee, sind Gegenstand der folgenden Abschnitte. Ferner beschreibt er Küstrin unter Markgraf Hans, Friedland, Cunersdorf, Schloss Friedersdorf und Schloss Neuhardenberg sowie Werbellin, das „Sparrenland“ und das „Pfulenland“ auf dem Hohen Barnim. (Familien: Uchtenhagen, von Friedland, Itzenplitz, von Görtzke, von der Marwitz, von Massow, von Pfuel, von Sparr)

#### „Havelland“, 1873

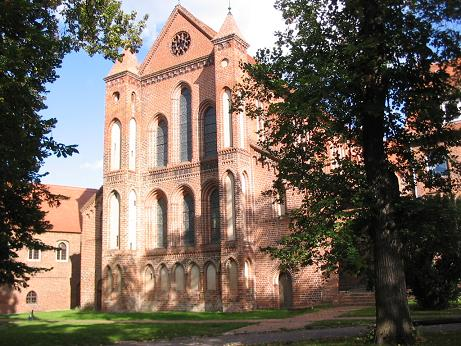
Kloster Lehnin, Westfassade

„Das Historische (im Gegensatz zu «Oderland») tritt im Ganzen genommen in diesem dritten Bande zurück, und Landschaft und Genre prävalieren“, lässt uns Fontane im Vorwort zur 2. Auflage von 1880 wissen. Gleichwohl beginnt dieser Band mit einer ausführlichen, rund 25-seitigen historischen Abhandlung über Die Wenden in der Mark und die Gründung der Mark Brandenburg 1157 durch Albrecht den Bären, gefolgt von der Darstellung Die Zisterzienser in der Mark – all das zur Vorbereitung des Kapitels über das 1180 gegründete Kloster Lehnin, das wiederum fast ausschließlich dessen Geschichte darstellt und rund 80 Seiten umfasst. Der Stellenwert, den Fontane dieser Darstellung beimisst, wird durch die jüngsten Forschungsergebnisse über die herausragende Bedeutung des Klosters für die Stabilisierung und den Landesausbau der jungen Mark Brandenburg unter ihren askanischen Markgrafen bestätigt.
Mit der anschließenden Beschreibung des Lehninschen Tochterklosters (Filiation) Kloster Chorin tritt das Historische auch auf den nächsten Seiten keineswegs zurück. Ebenso sind die folgenden Abschnitte über das Schloss Oranienburg, über Städte und Dörfer um Spandau, Brandenburg an der Havel und Potsdam mit der heutigen Berliner Pfaueninsel, mit Fahrland, Sacrow, Paretz, Wust, Caputh (Fontane: Chicago des Schwielowsees), Petzow und Werder weitgehend Ausflüge in die Geschichte.
Das Dorf Ribbeck, dessen Name und Birnbaum durch Fontanes berühmtes Gedicht Herr von Ribbeck auf Ribbeck im Havelland (von 1889) weit über Brandenburg hinaus bekannt ist, erwähnt Fontane nicht; allerdings findet das Adelsgeschlecht der von Ribbecks im Kapitel über Groß Glienicke Beachtung. Wie Potsdam und Berlin behandelt Fontane auch die kulturell bedeutende Stadt Brandenburg an der Havel aus den oben erwähnten Gründen nicht – allerdings auch deshalb, weil er zum „auch nur leidlich gründlichen Studium der einst wichtigsten Stadt des Landes […] nie gekommen“ sei.

#### „Spreeland“, 1882

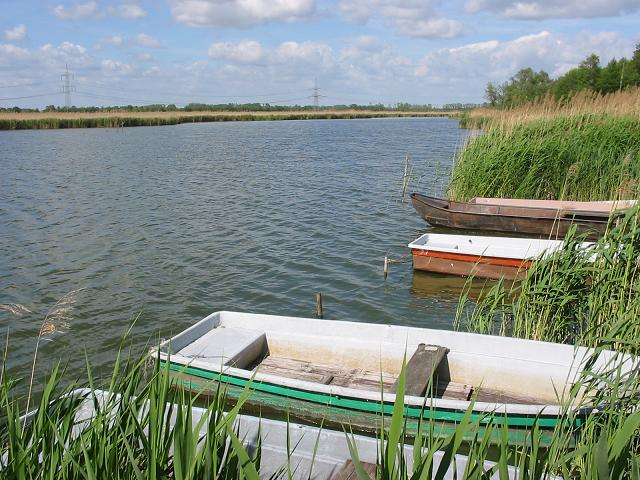
Spreeland, Naturpark Nuthe-Nieplitz: Schiaßer See

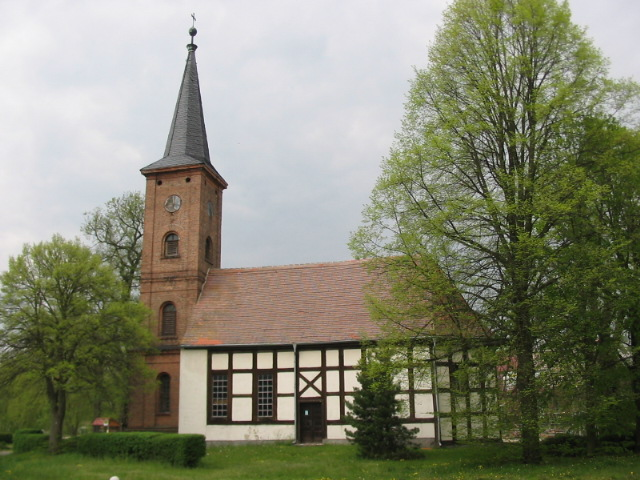
Kirche in Großbeuthen

Märkischer Landadel wie die Familien von Gröben, von Schlabrendorf und von Thümen bestimmten über Jahrhunderte die Geschicke des von Fontane sogenannten Thümenschen Winkels zwischen den kleinen Flüssen Nuthe und Nieplitz dicht bei Berlin, der als „Nuthe-Nieplitz-Niederung“ heute das Kerngebiet des Naturparks Nuthe-Nieplitz bildet. Die Flüsse, Seen, Familien und Dörfer dieser Region wie Gröben bei Ludwigsfelde, Blankensee, Stangenhagen und Trebbin stellt Fontane in den Mittelpunkt dieses Bandes. Im ältesten erhaltenen Kirchenbuch der Mark, in Gröben, fand er eine umfangreiche Quelle für seine Forschungen und die Familiengeschichten. Da dieses Gebiet zudem bei der Gründung der Mark Brandenburg eine bedeutende Rolle spielte, forschte Fontane in Saarmund – vergeblich – nach den schon für ihn legendären Nutheburgen aus der Zeit der deutschen Ostausdehnung in die Gebiete der slawischen Stämme.
Einleitend stellt der Dichter der Mark die in Mitteleuropa einmalige Landschaft im heutigen Biosphärenreservat Spreewald mit ihrem 970 Kilometer langen Netz von kleinen und mittelgroßen Wasserläufen beiderseits vom Hauptwasserweg der Spree vor, deren (sorbische) Bevölkerung ihre sprachliche und kulturelle Eigenständigkeit bis in die Gegenwart bewahren konnte. Die nach wie vor „obligatorische“ Kahnfahrt von Lübbenau in das Dorf Lehde begeistert Fontane schon vor rund 135 Jahren: „Gleich die erste halbe Meile ist ein landschaftliches Kabinettstück … es ist die Lagunenstadt im Taschenformat, ein Venedig, wie es vor 1500 Jahren gewesen sein mag […] man kann nichts Lieblicheres sehn als dieses Lehde […].“
Der heutige Berliner Stadtteil Köpenick mit dem Schloss, dem Müggelsee und den Müggelbergen, eine Forschungsfahrt auf der Dahme (Fontanes Wendische Spree), eine Pfingstfahrt in den Teltow nach Königs Wusterhausen sowie Mittenwalde und die Beschreibung der Schlacht bei Großbeeren und einiger kleinerer Dörfer runden die Darstellungen in diesem Band ab. (Familien: von der Gröben, von Schlabrendorf, von Thümen, Woltersdorf, von Scharnhorst, von Minckwitz)

#### „Fünf Schlösser“, 1889

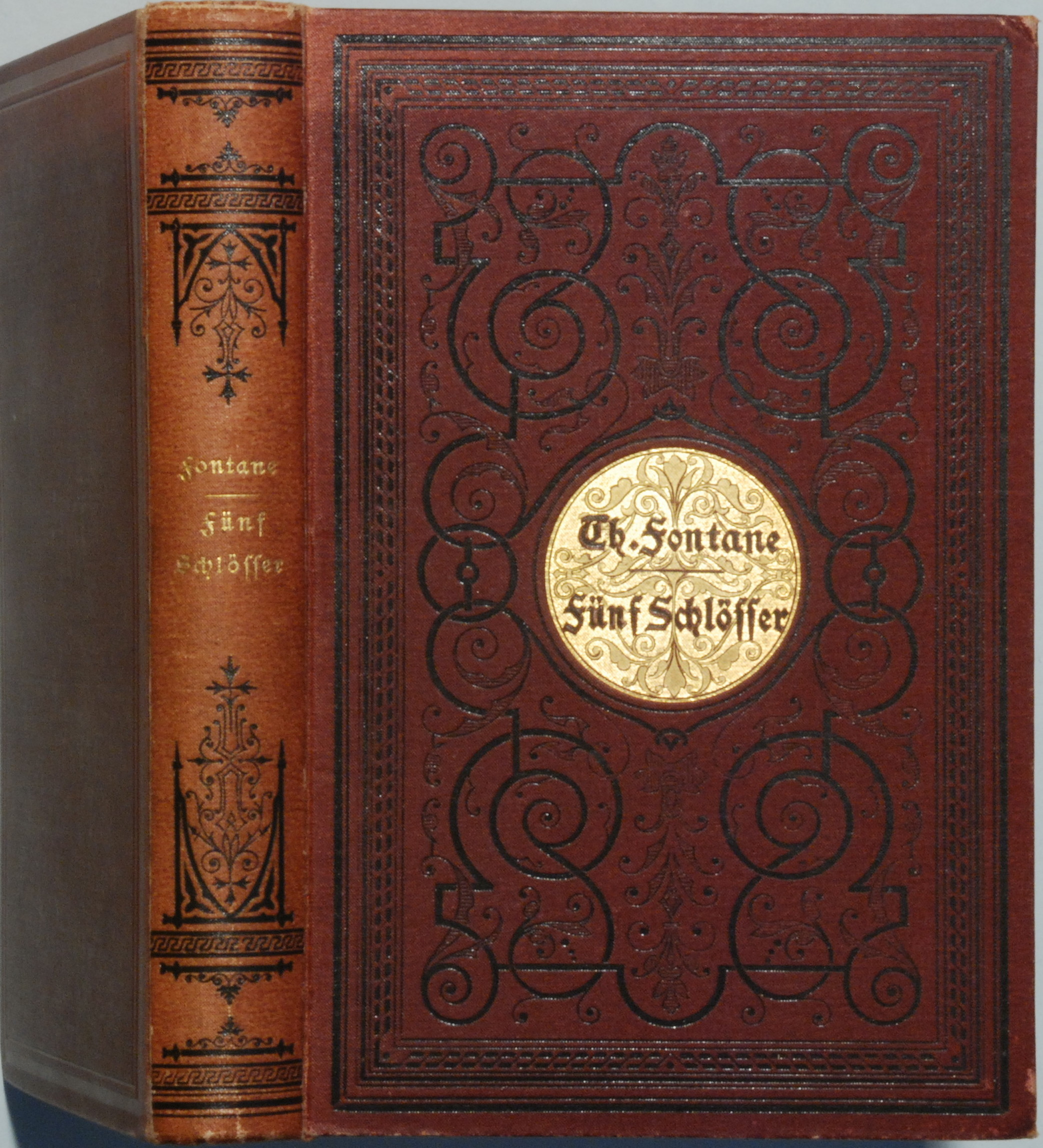
Verlagseinband der ersten Buchausgabe 1889

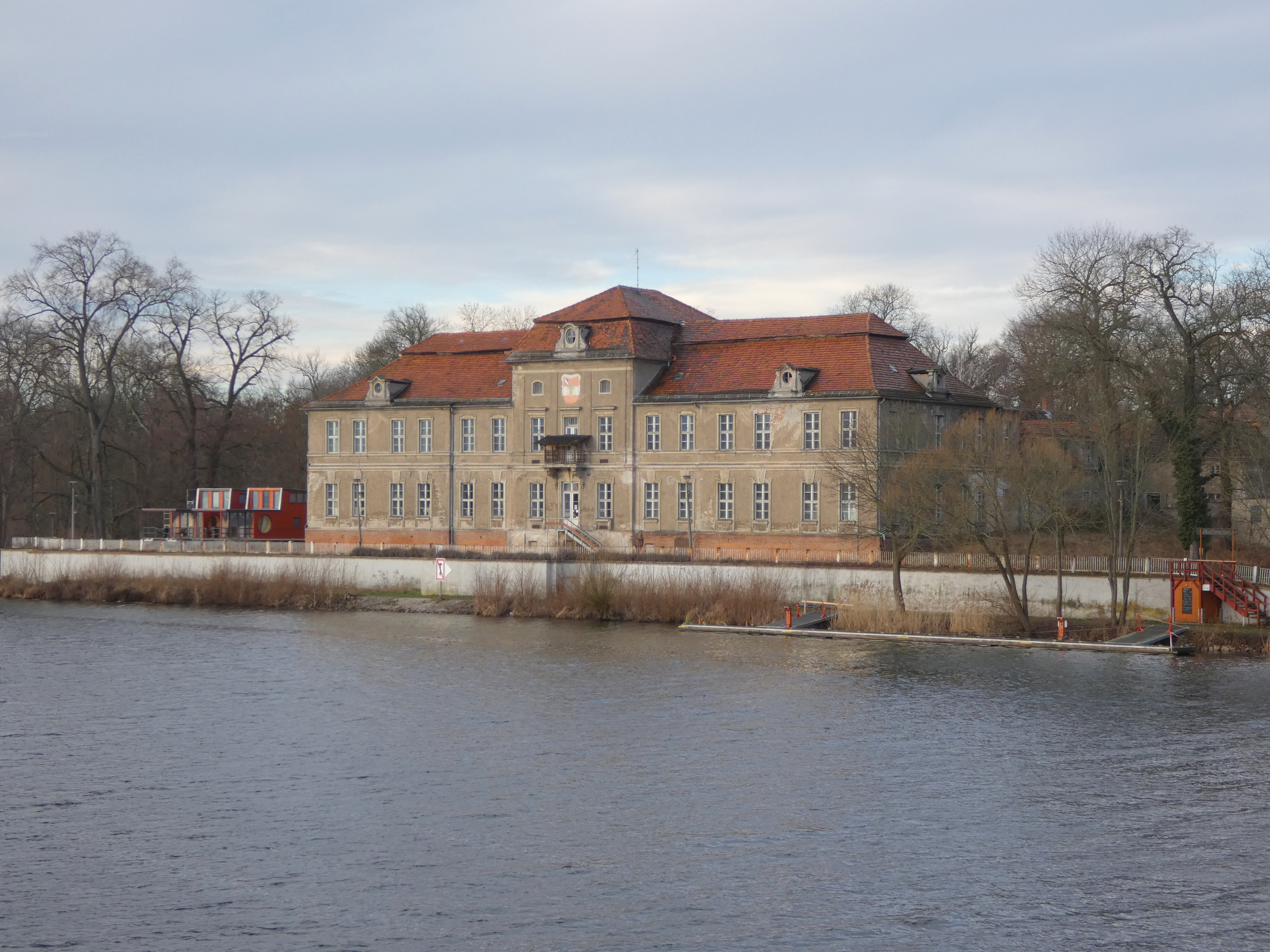
Schloss Plaue

Diese historische Spezialarbeit umfasst gemäß Fontanes Zusammenfassung im Vorwort „eine genau durch fünf Jahrhunderte hin fortlaufende Geschichte von Mark Brandenburg, die, mit dem Tode Kaiser Karls IV. beginnend, mit dem Tode des Prinzen Karl und seines berühmteren Sohnes (Friedrich Karl) schließt und an keinem Abschnitt unserer Historie, weder an der joachimischen noch an der friderizianischen Zeit, weder an den Tagen des Großen Kurfürsten noch des Soldatenkönigs, am wenigsten aber an den Kämpfen und Gestaltungen unserer eigenen Tage völlig achtlos vorübergeht.“
In den Mittelpunkt stellt der Schriftsteller die Entwicklung der fünf märkischen Schlösser und Herrenhäuser Schloss Quitzöbel, Schloss Plaue, Schloss Hoppenrade, Schloss Liebenberg und Jagdschloss Dreilinden, wobei es sich nach Fontanes Aussage nur bei Plaue tatsächlich um ein Schloss und ansonsten um Herrensitze handelt. Nicht nur umgangssprachlich, sondern auch offiziell werten die Brandenburger auch heute noch Guts- beziehungsweise Herrenhäuser gerne zu Schlössern auf, wie beispielsweise das sogenannte Schloss Blankensee oder Schloss Nennhausen. Weil die Bewohner der Mark in ihrem flachen Binnenland („Landschaft haben wir viel“) keine Alpengipfel oder wenigstens einen kleineren mecklenburgischen Strandabschnitt vorweisen können, machen manche Märker mit einer Mischung aus Selbstironie und Trotz aus kleineren Hügeln bisweilen wahre schweizerische (Fontanes „viele Schweize“, s. o.) Gebirgszüge, und eben aus größeren landwirtschaftlichen Sitzen gelegentlich Schlösser. In seinem Werk tauchen beispielhaft die Familien von Quitzow („Raubritter“), von Königsmarck und von Hertefeld auf. Während das Jagdschloss Dreilinden (Berlin-Wannsee) nicht mehr steht, existieren die vier anderen Schlösser beziehungsweise Herrenhäuser in Plaue, Hoppenrade, Liebenberg und Quitzöbel noch; unterschiedlich sind die Nutzungskonzepte und der bauliche Zustand. Da Fontane im Gegensatz zu den anderen das Schloss Quitzöbel weit weniger detailliert schildert, besteht die Vermutung, dass er es wohl nicht betreten hat.

## Kritische Würdigung
Die Wanderungen durch die Mark Brandenburg finden auch heute noch Resonanz. So zitieren Prospekte, Reiseführer und Landschaftsbeschreibungen aus der Mark Fontane. Auch die historische Forschung hat sich mit dem Werk beschäftigt. Der Autor, der als einer der bedeutendsten Vertreter des bürgerlichen Realismus gilt, betrieb für seine Darstellungen intensive Forschungen zur märkischen Geschichte. Den Wanderungen wird eine Mischung aus genauer Beschreibung, kulturhistorischem Hintergrund und literarischer Ausdruckskraft des Erzählers Fontane zugeschrieben.
Im Unterschied zu seinen Romanen und Erzählungen hat Fontane die Wanderungen vorwiegend für ein männliches Lesepublikum geschrieben. Obwohl er durchaus Frauen wie die Schauspielerin Rachel Félix, die Agrarpionierin Helene Charlotte von Friedland sowie Julie von Voß, die Mätresse des preußischen Königs Friedrich Wilhelms II., porträtiert, „überwiegen in dem vierbändigen Monumentalwerk Männerthemen und Männerbiografien“. Die weiblichen Lebensbilder in den Wanderungen belegen darüber hinaus, dass Fontane deren Leistungen auf mehreren Ebenen relativiert.
Den Höhepunkt der historischen Darstellung erreichte Fontane mit dem letzten Band Fünf Schlösser. Denn, so führt er im Vorwort aus, „wenn ich meine Wanderungen vielleicht als Plaudereien oder Feuilletons bezeichnen darf, so sind diese Fünf Schlösser ebenso viele historische Spezialarbeiten […].“ Diese Spezialarbeit hatte Fontane nicht als Fortsetzung der bis dahin erschienenen vier Bände vorgesehen, sie wurde erst nach seinem Tod in die Wanderungen eingereiht. Im Gegensatz zum fünften wird in den ersten vier Bänden „wirklich gewandert, und wie häufig ich das Ränzel abtun und den Wanderstab aus der Hand legen mag, um die Geschichte von Ort und Person erst zu hören und dann weiter zu erzählen, immer bin ich unterwegs, immer in Bewegung und am liebsten ohne vorgeschriebene Marschroute, ganz nach Lust und Laune.“

### Fontane als Historiker
Historische Veränderungen, die sich noch zu seinen Lebzeiten ergaben, arbeitete Fontane nicht immer in die Folgeauflagen seiner Bände ein. Im 1873 erschienenen Band Havelland beispielsweise beschreibt Fontane die Klosterruine Lehnin, die er vor 1870 besucht hatte. Zwischen 1871 und 1877 wurde die Klosterkirche wieder aufgebaut und erfolgreich rekonstruiert. Im Vorwort zur zweiten Havelland-Auflage von 1880 teilt er dazu mit: „Ich hab’ es aber mit Rücksicht darauf, dass alles Umarbeiten und Hinzufügen in der Regel nur Schwerfälligkeiten schafft, schließlich doch vorgezogen, das meiste so zu belassen […] “

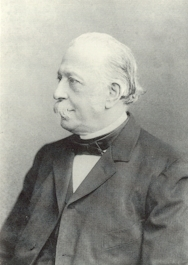
Theodor Fontane, 1894
Quelle: [http://www.theodorfontane.de/ Mission Fontane

Im Schlusswort zum vierten Band zitiert Fontane, ohne Quellenangabe, eine Kritik aus seiner Zeit wie folgt: „Die nach mehr als einer Seite hin überschätzten «Wanderungen» sind Arbeiten, an denen der Mann von Fach, also der Berufshistoriker, achselzuckend oder doch mindestens als an etwas für ihn Gleichgültigem vorübergeht.“ Die Kritik fand Fontane nicht unbedingt falsch, hielt sie allerdings insofern für unberechtigt, als er nie den Anspruch erhoben habe, in die Reihe der großen Historiker eingeordnet zu werden. „Wer sein Buch einfach «Wanderungen» nennt und es zu größerer Hälfte mit landschaftlichen Beschreibungen und Genreszenen füllt, in denen abwechselnd Kutscher und Kossäten und dann wieder Krüger und Küster das große Wort führen, der hat wohl genugsam angedeutet, dass er freiwillig darauf verzichtet, unter die Würdenträger und Großkordons historischer Wissenschaft eingereiht zu werden.“
Mit seinen Darstellungen hat Fontane gleichwohl eine große auch geschichtswissenschaftliche Bedeutung und Rezeption erlangt. Am 17. Dezember 1969 trafen sich die Mitglieder des Vereins für die Geschichte Berlins und der Historischen Gesellschaft zu Berlin im Schloss Charlottenburg, um seinen 150. Geburtstag zu feiern. In den Schlussworten führte Ernst Schulin, zweiter Vorsitzender der Historischen Gesellschaft, aus: „Er ist … ein sympathischeres und empfehlenswerteres Vorbild für uns als die meisten Berufshistoriker; […]“
Dass die Historiker, wie eingangs erwähnt, inzwischen ihren Frieden mit Fontane gemacht haben, verdeutlicht nicht zuletzt die Aufnahme der Wanderungen in die Literaturlisten jüngerer Forschungsarbeiten wie beispielsweise in der Dissertation von Stefan Warnatsch über das Kloster Lehnin. Die Wanderungen haben allein schon aufgrund ihres Alters Quellenwert, und zwar unabhängig von der Richtigkeit der Angaben im Detail und von der subjektiven Wertung seiner Sichtweisen durch Historiker.
Fontane prägte Begriffe wie den Thümenschen Winkel, die sich bis heute erhalten haben. Und er hat manches festgehalten und damit bewahrt, das es heute nicht mehr gibt. Allerdings sind die reinen historischen Fakten, die Fontane mitteilt, inzwischen zum Teil überholt. So greift er beispielsweise bei der Klostergeschichte Lehnins auf die Darstellungen von Přibík Pulkava in der Böhmischen Chronik zurück, der den Namen Lehnin auf die Gründungslegende des Klosters zurückführt. Nach den jüngeren Forschungen von Stefan Warnatsch ist diese Interpretation kaum zu halten. Auch käme heute kein „Wanderer“ mehr auf die Idee, die verschollene vierte Nutheburg (Diese Fatamorgana der Zauche-Wüste) wie Fontane in Saarmund zu suchen, weil archäologische Forschungen inzwischen ergaben, dass diese Burg ein Stück weiter nördlich bei Drewitz lag.

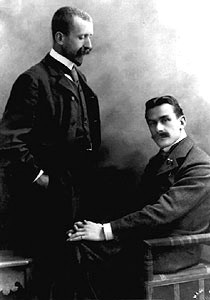
Heinrich und Thomas Mann, Fotografie Atelier Elvira, München um 1902

Das populäre Geschichtsbild von der Entstehung der Mark Brandenburg beruht auf einem Geschichtsmythos, und zwar einem Gründungsmythos. Den Prozess des folgenden Landesausbaus und der Kultivierung der Slawen hat am populärsten Fontane im Band Havelland, Kapitel „Die Wenden und die Kolonisation der Mark durch die Zisterzienser“, geschildert. Da die schriftstellerische Bearbeitung des Geschichtsstoffs durch ihre hohen Auflagen den höchsten Verbreitungsgrad findet, hat die nichtwissenschaftliche Literatur das populäre Geschichtsbild am stärksten geprägt. Dieses im engsten Kern richtige, aber durch national-ethnische Sichtweisen verzerrte populäre Geschichtsbild ist insbesondere seit 1945 durch historisch-archäologische Forschungsergebnisse relativiert worden. Die wichtigsten Differenzen zwischen dem allgemeinen, bis heute wirksamen, stark von Fontane geprägten Geschichtsbild und dem aktuellen wissenschaftlichen Geschichtsbild beruhen vor allem auf den Forschungsergebnissen der Germania Slavica.
Für ein breites Publikum ist die Fontanesche Mischung aus Lokalkolorit, Erzählungen, Anekdoten und Legenden mit den „harten“ historischen Daten auch heute lesenswert; eine Vielzahl von Wandergruppen unternimmt gezielte Touren auf seinen historischen Spuren. Wenn Fontane auch nie Geschichtswissenschaftler war und auch nicht sein wollte, hat er auf diese Weise dennoch wirkungsvoller zum Verständnis der Brandenburger Geschichte und zum Geschichtsverständnis der Brandenburger beigetragen als manche wissenschaftliche Abhandlung.

### Grundlage für die Romane

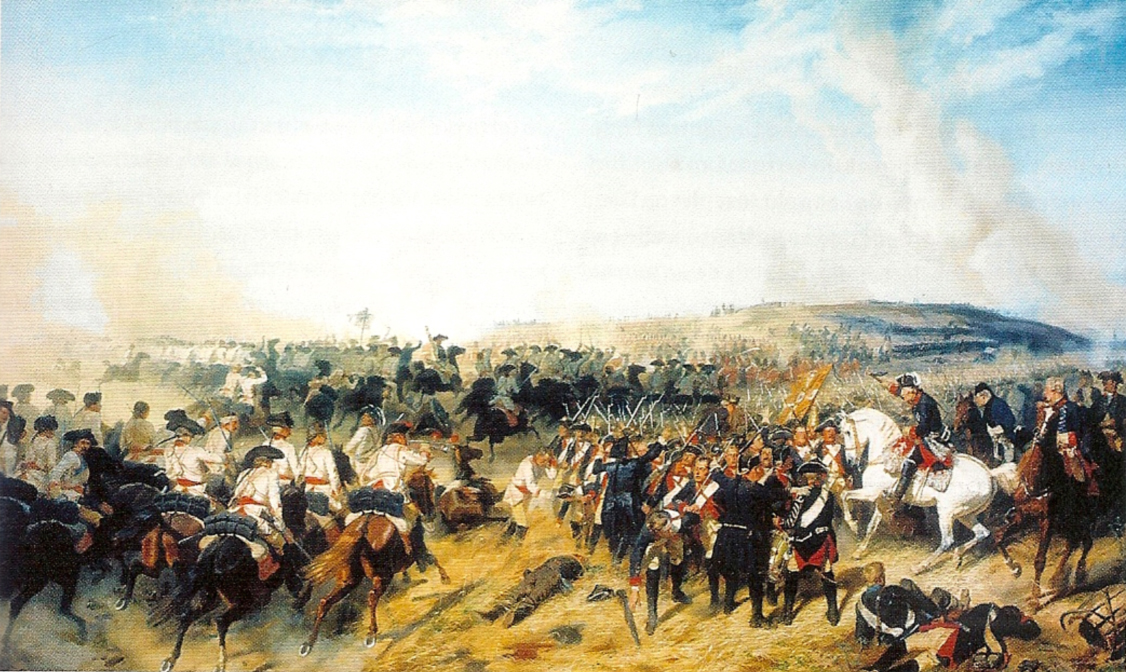
Die Schlacht bei Zorndorf, Gemälde des in Düsseldorf ansässigen Malers Emil Hünten

„Als erster hier hat er wahrgemacht, daß ein Roman das gültige, bleibende Dokument einer Gesellschaft, eines Zeitalters sein kann, daß er soziale Kenntnis gestalten und vermitteln […] kann […] Effi Briest steht bei Madame Bovary, das märkische Landfräulein neben der Bauerntochter aus der Normandie“ schrieb 1948 Heinrich Mann (1871–1950) in seinem Essay „Theodor Fontane“. Die Erkenntnisse aus seinen Begegnungen und geschichtlichen Studien, die Fontane während der Wanderungen sammelte, legten das Fundament zu seinen großen Romanen wie Effi Briest (1895) oder Der Stechlin (1899). Karge Sandflächen und unwegsame Sumpflandschaften, Luche und Elsbrüche, Schlösser und Kirchen, Charaktere und Geschichten, die er in den fünf Bänden beschreibt, finden sich in den Romanen wieder. Die Sage vom roten Hahn, das Leitmotiv des „Stechlin“, erzählt Fontane schon 1862 im ersten Wanderungsband.
Welch tiefe Kenntnis Fontane von der märkischen Gesellschaft und ihren Problemen, sich auf die Veränderungen der Zeit einzustellen, gewonnen hatte, zeigte schon seine 1882 erstmals in der „Vossischen Zeitung“ veröffentlichte Erzählung Schach von Wuthenow. Er zeichnete den Rittmeister Schach weder als oberflächlichen Lebemann noch als einen im preußischen Ehrbegriff erstarrten Offizier, sondern als einen Menschen, der beides ist: disziplinierter preußischer Offizier und ein geistreicher Mann, der seinen Sinnen erliegt – ein Widerspruch, den er im Leben nicht zu vereinen weiß und der zum Suizid führt. Der jüngere Bruder Heinrichs, Thomas Mann (1875–1955), arbeitete im Todesjahr Fontanes an den Buddenbrooks und las als fruchtbare Begleitlektüre „Effi Briest“, die er zu den sechs besten Romanen der Weltliteratur zählte und als besten Roman seit Goethes Wahlverwandtschaften bezeichnete.
Mit seinen späten, weitgehend auf den Wanderungen beruhenden Werken ist Fontane heute in nahezu allen Literatur-Zusammenstellungen vertreten, beispielsweise im Kanon (20 Romane) von Marcel Reich-Ranicki mit Effi Briest und 2004 in der ZDF-Umfrage „Unsere Besten – Das große Lesen“ mit Effi Briest und Der Stechlin gleich zweimal unter den ersten 50 als „Lieblingsbuch der Deutschen“ (20. und 43. Platz).

### „Lausedichter, aus Passion“
Sind heute eher Fontanes Romane bekannt, erfuhren die Wanderungen zu seinen Lebzeiten und zu Beginn des 20. Jahrhunderts eine höhere Wertschätzung. Bei allem Erfolg waren sie jedoch auch in der zeitgenössischen Beurteilung umstritten. Dem Adel waren sie zu liberal, den Liberalen waren sie zu konservativ. Diese zwiespältige Aufnahme spiegelte Fontanes ambivalente Haltung zu Adel und Staat wider, die bis heute nicht geklärt ist und vielleicht auch nicht geklärt werden kann, sondern als widersprüchlicher Wesenszug Fontanes zu interpretieren und aus seiner Biografie zu erklären ist. Einerseits war Fontane voller Liebe und Bewunderung für den preußischen Adel, dem er in den Wanderungen ein Denkmal setzte, und voller Bewunderung für das traditionelle Preußen, das er mit Acht Preußenliedern besang. Andererseits stand er 1848 auf der Seite der Märzrevolution und schrieb skeptische und kritische Passagen wie in einem Brief an Georg Friedlaender am 6. Mai 1895: „Mein Hass gegen alles, was die neue Zeit aufhält, ist in einem beständigen Wachsen begriffen. Und die Möglichkeit, ja Wahrscheinlichkeit, dass dem Sieg des Neuen eine furchtbare Schlacht voraufgehen muss, kann mich nicht abhalten, diesen Sieg des Neuen zu wünschen. […] Preußen war eine Lüge, das Licht der Wahrheit bricht an […].“
Sowohl in zeitgenössischen wie auch jüngeren Kritiken wurde und wird Fontanes Weitschweifigkeit angeführt. Bei Herbert Roch, der mit seinem Buch von 1962 Fontane, Berlin und das 19. Jahrhundert die in dieser Zeit einsetzende Fontane-Renaissance maßgeblich mit beeinflusst hat, erweckten manche Kapitel den Eindruck einer „lokalen Rumpelkammer“. Fontane erklärte diesen nicht ganz falschen, zu seiner Zeit ähnlich erhobenen Vorwurf am 8. August 1883 in einem Brief an seine Frau mit seiner Neigung, sich „mit den so genannten Hauptsachen immer schnell abzufinden, um bei den Nebensachen liebevoll, vielleicht zu liebevoll, verweilen zu können […] Ich bin danach Lausedichter, zum Teil sogar aus Passion; aber doch auch wegen Abwesenheit des Löwen.“ (Mit Laus und Löwe bezieht sich Fontane auf ein von ihm zitiertes Sonett des Vormärz-Lyrikers Georg Herwegh (1817–1875): „Und wenn einmal ein «Löwe» vor Euch steht, sollt Ihr nicht das «Insekt» auf ihm besingen“.) Wie erwähnt machte der Lausedichter allerdings auch keinen Versuch, „Löwen“ wie Potsdam und Berlin zu bändigen.

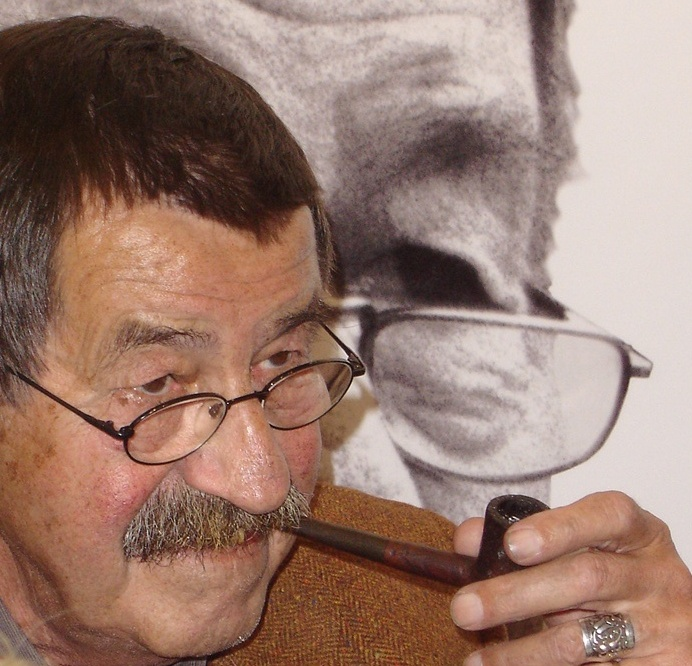
Günter Grass (2004)

Genossen die Wanderungen in der DDR eine hohe Wertschätzung, da Brandenburg ein bevorzugtes ostdeutsches Erholungsgebiet war, haben seit der Wiedervereinigung auch viele Westdeutsche das Reiseland Brandenburg als Schauplatz der Wanderungen neu entdeckt. Nach umfangreichen, teilweise noch andauernden und oft sehr gelungenen Restaurierungen von alten Dorf- und historischen Stadtkernen, von Kirchen, Klöstern und Schlössern, nach ebenso gelungenen Renaturierungen und der Ausweisung weiter Landschaften als Naturparks oder Naturschutzgebiete präsentieren sich heute viele historische Stätten und Kleinode der Natur im von Fontane beschriebenen Gewand. Der jüngere Boom der Wandergruppen und Literaturreisen auf Fontanes Spuren, der Vereine, Veranstaltungen und Vorträge im Umfeld des Schriftstellers sind Ausdruck der Fontane-Renaissance, die ihren vorläufigen literarischen Höhepunkt in dem Roman „Ein weites Feld“ des Nobelpreisträgers Günter Grass fand.

### „Der Wanderer, wie er im Buche steht“
Der Roman Ein weites Feld von Günter Grass aus dem Jahr 1997 trägt als Titel ein Zitat aus Effi Briest und ist eine einzige Hommage an Fontane. Die Hauptperson Fonty springt in Begleitung ihres Tagundnachtschattens Hoftaller hin und her zwischen der Wendezeit 1989 und der Zeit Fontanes, die direkte Rede „Fontys“ besteht aus ungezählten Originalzitaten des märkischen Dichters – Grass lässt seinen Fontane zudem einige Stätten der Wanderungen besuchen und aus heutiger Sicht mit den alten Worten kommentieren.

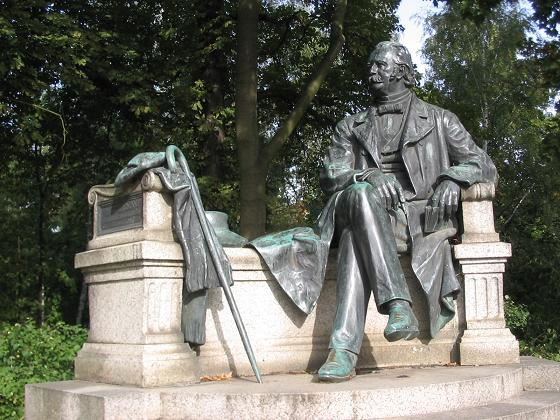
Denkmal in Neuruppin, neben Fontane auch noch genug Platz für „Fonty“

Mit der Beschreibung einer Wanderung „Fontys“ auf der Ostseeinsel Hiddensee setzt Günter Grass dem Schriftsteller der Mark und seinem seit fast 150 Jahren zeitlosen Werk „Wanderungen durch die Mark Brandenburg“ das Denkmal: „Der Wanderer, wie er im Buche steht. Wir sehen Fonty von Kloster aus über den Plattenweg unterwegs nach Vitte, vorbei an Heckenrosen und reifendem Sanddorn … Er wandert mit Stock unterm bulgarischen Sommerhut und trägt zur hellen Hose ein strohgelbes Leinenjackett, beides ein wenig knittrig.“
Im Roman wird Fontane die ungewöhnliche Ehre zuteil, sich post mortem als „Fonty“ gewissermaßen neben sich selbst auf sein eigenes Denkmal aus dem Jahr 1907 setzen und sich selbst feiern zu dürfen: „Natürlich haben meine braven Neuruppiner, als das Denkmal, bei übrigens prächtigem Wetter, am 8. Juni enthüllt wurde, nicht etwa den wenig gelesenen Romancier, sondern partout – man könnte auch sagen, ausschließlich – den Dichter der Wanderungen durch die Mark […] ehren wollen.“

## Filmografie
- 1986 – Wanderungen durch die Mark Brandenburg – Regie: Eberhard Itzenplitz (mit Klaus Schwarzkopf als Erzähler); eine 5-teilige Produktion aus dem Jahr 1985, die 1986/87 im ZDF gesendet wurde. Das Drehbuch schrieb Horst Pillau. Die fünf Teile orientierten sich inhaltlich und in ihrer Reihenfolge an den fünf Bänden der Wanderungen.

## Wanderwege
Auf den Spuren der Wanderungen wurden in Brandenburg verschiedene Fontanewanderwege angelegt. Im Nordwesten Brandenburgs gibt es einen Radwanderweg, die Fontane.Rad-Route.

## Ausgaben
Primärliteratur

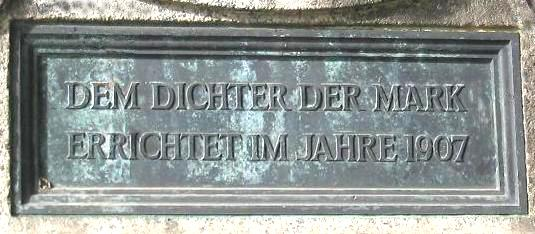
Fontane-Denkmal, Inschrift

Das Fontane-Zitat zu Alexis/Scott aus einem Brief ist dem Beitrag von Gerhard Fischer entnommen.

Das Fontane-Zitat aus einem Brief an Georg Friedlaender vom 6. Mai 1895 ist dem Beitrag von Dieter Meichsner entnommen.
- Theodor Fontane: Wanderungen durch die Mark Brandenburg. 4 Bände. Hertz, Berlin 1862–1882.
  - Band 1: [Die Grafschaft Ruppin. Der Barnim. Der Teltow]. Hertz, Berlin 1862. (Digitalisat und Volltext im Deutschen Textarchiv)
  - Band 2: Das Oderland. Hertz, Berlin 1863. (Digitalisat und Volltext im Deutschen Textarchiv)
  - Band 3: Ost-Havelland. Hertz, Berlin 1873. (Digitalisat und Volltext im Deutschen Textarchiv)
  - Band 4: Spreeland. Hertz, Berlin 1882. (Digitalisat und Volltext im Deutschen Textarchiv)
- Theodor Fontane: Notizbücher. Digitale genetisch-kritische und kommentierte Edition. Hrsg. von Gabriele Radecke. Göttingen 2015 (darin enthalten: 21 Wanderungen-Notizbücher mit ersten Skizzen, Exzerpten und Aufzeichnungen, die während der Fahrten durch die Mark Brandenburg entstanden sind).[8]

Die Fontane-Zitate aus den Wanderungen sind folgender Ausgabe entnommen; sie werden wegen der Vielzahl der verschiedenen Ausgaben nicht einzeln aufgeführt:
- Theodor Fontane: Wanderungen durch die Mark Brandenburg. Taschenbuchausgabe in 5 Bänden. Nymphenburger Verlagshandlung, München 1969 und 1971, Frankfurt am Main, Berlin. div. ISBN. Zur 8-bändigen Ausgabe siehe Fontane-Gesamtausgabe.
- Theodor Fontane: Meine Kinderjahre. Autobiografischer Roman. 1. Auflage 1894. Hier benutzt: 3. Auflage. dtv-text-bibliothek, 1976, ISBN 3-423-06004-2.
- Theodor Fontane: Willibald Alexis. Essay, erste Fassung 1872. Heute in: Theodor Fontane: Schriften zur Literatur. Berlin 1960. Hier rezipiert nach dem Beitrag von Gerhard Fischer, s. u.
- Theodor Fontane: „Wundersame Frauen.“ Weibliche Lebensbilder aus den „Wanderungen durch die Mark Brandenburg“. Hrsg. von Gabriele Radecke und Robert Rauh. Manesse, Zürich 2019, ISBN 978-3-7175-2500-4.

Fontane-Gesamtausgabe 

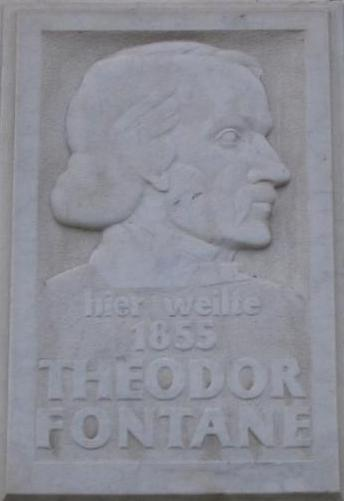
Gedenkplatte in Luckenwalde

- Große Brandenburger Ausgabe. Hrsg. von Gotthard Erler. Aufbau Verlag, Berlin seit 1994, veranschlagt auf 75 Bände. Eine Übersicht aller im Aufbau Verlag erschienenen Bände findet sich auf der Website der Theodor-Fontane-Arbeitsstelle. Mit Abschluss der Abteilung Das erzählerische Werk erscheint die GBA in veränderter Herausgeberschaft; sie wird nunmehr unter der wissenschaftlichen Leitung von Gabriele Radecke und Heinrich Detering an der Theodor Fontane-Arbeitsstelle der Universität Göttingen fortgeführt. In der Ausgabe des Aufbau Verlags sind enthalten:
- Wanderungen durch die Mark Brandenburg in 8 Bänden. Hrsg. von Gotthard Erler, Rudolf Mingau. Aufbau Verlag, Berlin 1997, ISBN 3-351-03104-1.
- Theodor Fontane: Wanderungen durch die Mark Brandenburg. Hörbuch, 23 CDs, gesprochen von Gunter Schoß. Unterlauf & Zschiedrich Hörbuchverlag, 2002, ISBN 3-934384-25-0.